# Solør Futsal 2012-2013
Questa voce raccoglie le informazioni riguardanti il Solør Futsal nelle competizioni ufficiali della stagione 2012-2013.

## Stagione
Il Solør ha chiuso il campionato 2012-2013 al 4º posto. La squadra si è aggiudicata anche la vittoria finale nella Futsal Cup, prima edizione della manifestazione, grazie al successo per 7-6 sul Vadmyra.

## Rosa[1]
| N° | Naz.                 | Ruolo | Sportivo                  | Anno     |  |  |
| -- | -------------------- | ----- | ------------------------- | -------- |  |  |
| 1  | Norvegia (bandiera)  | POR   | Kjell Ytterdahl           | 16.02.58 |  |  |
| 2  | Norvegia (bandiera)  | UNI   | Wilson Urrustarazu        |          |  |  |
| 3  | Norvegia (bandiera)  | UNI   | Kristen Ommang Engen      | 22.07.89 |  |  |
| 4  | Norvegia (bandiera)  | DIF   | Hakija Hrnic              |          |  |  |
| 7  | Norvegia (bandiera)  | DIF   | Øystein Nergaard          |          |  |  |
| 9  | Norvegia (bandiera)  | UNI   | Christer Øverland         | 08.01.86 |  |  |
| 10 | Norvegia (bandiera)  | DIF   | Bjørn Holter              | 14.05.73 |  |  |
| 15 | Norvegia (bandiera)  | UNI   | Hans Espen Jordhøy        | 05.10.75 |  |  |
| 16 | Norvegia (bandiera)  | DIF   | Anders Owren              |          |  |  |
| 17 | Norvegia (bandiera)  | UNI   | Bjørn Viljugrein          | 24.11.69 |  |  |
| 18 | Norvegia (bandiera)  | UNI   | Håvard Hegre              | 23.11.82 |  |  |
| 19 | Norvegia (bandiera)  | PIV   | Lars Berger               | 27.10.86 |  |  |
| 21 | Norvegia (bandiera)  | PIV   | Christer Nygaard          | 21.07.73 |  |  |
| 23 | Norvegia (bandiera)  | UNI   | Magnus Johansen           | 11.02.83 |  |  |
| 25 | Danimarca (bandiera) | UNI   | Morten Rasch              | 12.04.83 |  |  |
| 29 | Norvegia (bandiera)  | PIV   | Olav Syrstad              |          |  |  |
| 30 | Norvegia (bandiera)  | PIV   | Marius Folgerø            | 16.09.78 |  |  |
| 32 | Norvegia (bandiera)  | POR   | Glenn Ytterdahl           |          |  |  |
| 33 | Norvegia (bandiera)  | UNI   | Abdurahim Laajab          | 21.05.85 |  |  |
| 34 | Norvegia (bandiera)  | UNI   | Martin Overholt Magnussen |          |  |  |
| 35 | Norvegia (bandiera)  | UNI   | Ali Darisiro              |          |  |  |
| 39 | Norvegia (bandiera)  | UNI   | Joakim Austnes            | 20.02.83 |  |  |

## Risultati

### Eliteserie

#### Girone di andata
| Oslo 3 novembre 2012, ore 13:45 1ª giornata | Solør     | 4 – 4 referto | Vadmyra | KFUM-Hallen\| Arbitro: \| Myklebust \| |
| Arbitro:                                    | Myklebust |               |         |                                        |

| Oslo 4 novembre 2012, ore 16:15 2ª giornata | Solør   | 5 – 3 referto | Horten | KFUM-Hallen\| Arbitro: \| Hanssen \| |
| Arbitro:                                    | Hanssen |               |        |                                      |

| Kongsvinger 18 novembre 2012, ore 13:00 3ª giornata | Kongsvinger | 3 – 5 referto | Solør | Tråstadhallen\| Arbitro: \| Sandberg \| |
| Arbitro:                                            | Sandberg    |               |       |                                         |

| Larvik 1º dicembre 2012, ore 16:15 4ª giornata | Tiller          | 7 – 0 referto | Solør | Arena Larvik\| Arbitro: \| Kiil Andreassen \| |
| Arbitro:                                       | Kiil Andreassen |               |       |                                               |

| Larvik 2 dicembre 2012, ore 18:00 5ª giornata | Solør    | 5 – 5 referto | KFUM Oslo | Arena Larvik\| Arbitro: \| Sandberg \| |
| Arbitro:                                      | Sandberg |               |           |                                        |

| Tiller 15 dicembre 2012, ore 15:00 6ª giornata | Solør   | 6 – 2 referto | Nesjar | KVT Hallen\| Arbitro: \| Krokdal \| |
| Arbitro:                                       | Krokdal |               |        |                                     |

| Tiller 16 dicembre 2012, ore 11:00 7ª giornata | Nidaros      | 1 – 2 referto | Solør | KVT Hallen\| Arbitro: \| Solum Lystad \| |
| Arbitro:                                       | Solum Lystad |               |       |                                          |

| Stjørdal 5 gennaio 2013, ore 12:00 8ª giornata | Solør | 0 – 2 referto | Vegakameratene | Stjørdalshallen\| Arbitro: \| Tvedt \| |
| Arbitro:                                       | Tvedt |               |                |                                        |

| Stjørdal 6 gennaio 2013, ore 11:00 9ª giornata | Solør     | 3 – 3 referto | Grorud | Stjørdalshallen\| Arbitro: \| Myklebust \| |
| Arbitro:                                       | Myklebust |               |        |                                            |

#### Girone di ritorno
| Fyllingsdalen 2 febbraio 2013, ore 12:00 10ª giornata | Vadmyra | 2 – 4 referto | Solør | Framohallen A\| Arbitro: \| Iversen \| |
| Arbitro:                                              | Iversen |               |       |                                        |

| Fyllingsdalen 3 febbraio 2013, ore 18:00 11ª giornata | Horten    | 4 – 2 referto | Solør | Framohallen A\| Arbitro: \| Myklebust \| |
| Arbitro:                                              | Myklebust |               |       |                                          |

| Oslo 16 gennaio 2013, ore 20:15 12ª giornata | Solør    | 2 – 2 referto | Kongsvinger | Veitvet Idrettshall\| Arbitro: \| Pedersen \| |
| Arbitro:                                     | Pedersen |               |             |                                               |

| Oslo 16 febbraio 2013, ore 19:00 13ª giornata | Solør     | 4 – 3 referto | Tiller | KFUM-Hallen\| Arbitro: \| Eidhammer \| |
| Arbitro:                                      | Eidhammer |               |        |                                        |

| Oslo 17 febbraio 2013, ore 18:00 14ª giornata | KFUM Oslo | 6 – 4 referto | Solør | KFUM-Hallen\| Arbitro: \| Ølmheim \| |
| Arbitro:                                      | Ølmheim   |               |       |                                      |

| Helgeroa 2 marzo 2013, ore 15:00 15ª giornata | Nesjar    | 3 – 6 referto | Solør | Nesjarhallen\| Arbitro: \| Eidhammer \| |
| Arbitro:                                      | Eidhammer |               |       |                                         |

| Oslo 9 febbraio 2013, ore 12:00 16ª giornata | Solør     | 6 – 6 referto | Nidaros | Veitvet Idrettshall\| Arbitro: \| Eidhammer \| |
| Arbitro:                                     | Eidhammer |               |         |                                                |

| Stjørdal 16 marzo 2013, ore 12:00 17ª giornata | Vegakameratene  | 11 – 1 referto | Solør | Stjørdalshallen\| Arbitro: \| Kiil Andreassen \| |
| Arbitro:                                       | Kiil Andreassen |                |       |                                                  |

| Stjørdal 17 marzo 2013, ore 12:45 18ª giornata | Grorud          | 5 – 13 referto | Solør | Stjørdalshallen\| Arbitro: \| Kiil Andreassen \| |
| Arbitro:                                       | Kiil Andreassen |                |       |                                                  |

### Futsal Cup
| Oslo 9 febbraio 2013, ore 12:00 Quarti di finale | Solør   | 7 – 3 referto | Nidaros | KFUM-Hallen\| Arbitro: \| Hanssen \| |
| Arbitro:                                         | Hanssen |               |         |                                      |

| Oslo 19 gennaio 2013, ore 18:00 Semifinale | Solør        | 6 – 5 referto | Grorud | KFUM-Hallen\| Arbitro: \| Rafiq (Oslo) \| |
| Arbitro:                                   | Rafiq (Oslo) |               |        |                                           |

| Oslo 20 gennaio 2013, ore 15:00 Finale | Solør        | 7 – 6 referto | Vadmyra | KFUM-Hallen\| Arbitro: \| Rafiq (Oslo) \| |
| Arbitro:                               | Rafiq (Oslo) |               |         |                                           |